# Musteloidea
Musteloidea is een superfamilie binnen de onderorde Caniformia. Opvallend is dat deze groep een gemeenschappelijk kenmerk in de bouw van de schedel en het gebit deelt met de zeeroofdieren (Pinnipedia) waar de zeehonden toe behoren, maar niet met de hondachtigen en de beren. 
Tot de Musteloidea behoren:
- Kleine panda's (Ailuridae of katberen)
- Stinkdieren (Mephitidae of skunks)
- Kleine beren (Procyonidae of wasbeerachtigen)
- Marterachtigen (Mustelidae)

De kleine panda behoort tot deze groep, de reuzenpanda niet, want die behoort tot de beren.

## Fylogenetische stamboom van de Caniformia
Onderstaande stamboom (cladogram) is gebaseerd op onderzoek aan zes genen in het DNA dat is gepubliceerd in 2005.
|  | Stinkdieren (Mephitidae of skunks)                                                                            |
|  | |
|  | \| \| Kleine beren (Procyonidae of wasbeerachtigen) \| \| \| \| \| \| Marterachtigen (Mustelidae) \| \| \| \| |
|  | |
|  | Kleine beren (Procyonidae of wasbeerachtigen)                                                                 |
|  | |
|  | Marterachtigen (Mustelidae)                                                                                   |
|  | |

|  | Kleine beren (Procyonidae of wasbeerachtigen) |
|  |                                               |
|  | Marterachtigen (Mustelidae)                   |
|  |                                               |

|  | Stinkdieren (Mephitidae of skunks)                                                                            |
|  | |
|  | \| \| Kleine beren (Procyonidae of wasbeerachtigen) \| \| \| \| \| \| Marterachtigen (Mustelidae) \| \| \| \| |
|  | |
|  | Kleine beren (Procyonidae of wasbeerachtigen)                                                                 |
|  | |
|  | Marterachtigen (Mustelidae)                                                                                   |
|  | |

|  | Kleine beren (Procyonidae of wasbeerachtigen) |
|  |                                               |
|  | Marterachtigen (Mustelidae)                   |
|  |                                               |

|  | Stinkdieren (Mephitidae of skunks)                                                                            |
|  | |
|  | \| \| Kleine beren (Procyonidae of wasbeerachtigen) \| \| \| \| \| \| Marterachtigen (Mustelidae) \| \| \| \| |
|  | |
|  | Kleine beren (Procyonidae of wasbeerachtigen)                                                                 |
|  | |
|  | Marterachtigen (Mustelidae)                                                                                   |
|  | |

|  | Kleine beren (Procyonidae of wasbeerachtigen) |
|  |                                               |
|  | Marterachtigen (Mustelidae)                   |
|  |                                               |

|  | Stinkdieren (Mephitidae of skunks)                                                                            |
|  | |
|  | \| \| Kleine beren (Procyonidae of wasbeerachtigen) \| \| \| \| \| \| Marterachtigen (Mustelidae) \| \| \| \| |
|  | |
|  | Kleine beren (Procyonidae of wasbeerachtigen)                                                                 |
|  | |
|  | Marterachtigen (Mustelidae)                                                                                   |
|  | |

|  | Kleine beren (Procyonidae of wasbeerachtigen) |
|  |                                               |
|  | Marterachtigen (Mustelidae)                   |
|  |                                               |

|  | Stinkdieren (Mephitidae of skunks)                                                                            |
|  | |
|  | \| \| Kleine beren (Procyonidae of wasbeerachtigen) \| \| \| \| \| \| Marterachtigen (Mustelidae) \| \| \| \| |
|  | |
|  | Kleine beren (Procyonidae of wasbeerachtigen)                                                                 |
|  | |
|  | Marterachtigen (Mustelidae)                                                                                   |
|  | |

|  | Kleine beren (Procyonidae of wasbeerachtigen) |
|  |                                               |
|  | Marterachtigen (Mustelidae)                   |
|  |                                               |

|  | Stinkdieren (Mephitidae of skunks)                                                                            |
|  | |
|  | \| \| Kleine beren (Procyonidae of wasbeerachtigen) \| \| \| \| \| \| Marterachtigen (Mustelidae) \| \| \| \| |
|  | |
|  | Kleine beren (Procyonidae of wasbeerachtigen)                                                                 |
|  | |
|  | Marterachtigen (Mustelidae)                                                                                   |
|  | |

|  | Kleine beren (Procyonidae of wasbeerachtigen) |
|  |                                               |
|  | Marterachtigen (Mustelidae)                   |
|  |                                               |

|  | Stinkdieren (Mephitidae of skunks)                                                                            |
|  | |
|  | \| \| Kleine beren (Procyonidae of wasbeerachtigen) \| \| \| \| \| \| Marterachtigen (Mustelidae) \| \| \| \| |
|  | |
|  | Kleine beren (Procyonidae of wasbeerachtigen)                                                                 |
|  | |
|  | Marterachtigen (Mustelidae)                                                                                   |
|  | |

|  | Kleine beren (Procyonidae of wasbeerachtigen) |
|  |                                               |
|  | Marterachtigen (Mustelidae)                   |
|  |                                               |

|  | Stinkdieren (Mephitidae of skunks)                                                                            |
|  | |
|  | \| \| Kleine beren (Procyonidae of wasbeerachtigen) \| \| \| \| \| \| Marterachtigen (Mustelidae) \| \| \| \| |
|  | |
|  | Kleine beren (Procyonidae of wasbeerachtigen)                                                                 |
|  | |
|  | Marterachtigen (Mustelidae)                                                                                   |
|  | |

|  | Kleine beren (Procyonidae of wasbeerachtigen) |
|  |                                               |
|  | Marterachtigen (Mustelidae)                   |
|  |                                               |

|  | Stinkdieren (Mephitidae of skunks)                                                                            |
|  | |
|  | \| \| Kleine beren (Procyonidae of wasbeerachtigen) \| \| \| \| \| \| Marterachtigen (Mustelidae) \| \| \| \| |
|  | |
|  | Kleine beren (Procyonidae of wasbeerachtigen)                                                                 |
|  | |
|  | Marterachtigen (Mustelidae)                                                                                   |
|  | |

|  | Kleine beren (Procyonidae of wasbeerachtigen) |
|  |                                               |
|  | Marterachtigen (Mustelidae)                   |
|  |                                               |

|  | Stinkdieren (Mephitidae of skunks)                                                                            |
|  | |
|  | \| \| Kleine beren (Procyonidae of wasbeerachtigen) \| \| \| \| \| \| Marterachtigen (Mustelidae) \| \| \| \| |
|  | |
|  | Kleine beren (Procyonidae of wasbeerachtigen)                                                                 |
|  | |
|  | Marterachtigen (Mustelidae)                                                                                   |
|  | |

|  | Kleine beren (Procyonidae of wasbeerachtigen) |
|  |                                               |
|  | Marterachtigen (Mustelidae)                   |
|  |                                               |

|  | Stinkdieren (Mephitidae of skunks)                                                                            |
|  | |
|  | \| \| Kleine beren (Procyonidae of wasbeerachtigen) \| \| \| \| \| \| Marterachtigen (Mustelidae) \| \| \| \| |
|  | |
|  | Kleine beren (Procyonidae of wasbeerachtigen)                                                                 |
|  | |
|  | Marterachtigen (Mustelidae)                                                                                   |
|  | |

|  | Kleine beren (Procyonidae of wasbeerachtigen) |
|  |                                               |
|  | Marterachtigen (Mustelidae)                   |
|  |                                               |

|  | Stinkdieren (Mephitidae of skunks)                                                                            |
|  | |
|  | \| \| Kleine beren (Procyonidae of wasbeerachtigen) \| \| \| \| \| \| Marterachtigen (Mustelidae) \| \| \| \| |
|  | |
|  | Kleine beren (Procyonidae of wasbeerachtigen)                                                                 |
|  | |
|  | Marterachtigen (Mustelidae)                                                                                   |
|  | |

|  | Kleine beren (Procyonidae of wasbeerachtigen) |
|  |                                               |
|  | Marterachtigen (Mustelidae)                   |
|  |                                               |

|  | Stinkdieren (Mephitidae of skunks)                                                                            |
|  | |
|  | \| \| Kleine beren (Procyonidae of wasbeerachtigen) \| \| \| \| \| \| Marterachtigen (Mustelidae) \| \| \| \| |
|  | |
|  | Kleine beren (Procyonidae of wasbeerachtigen)                                                                 |
|  | |
|  | Marterachtigen (Mustelidae)                                                                                   |
|  | |

|  | Kleine beren (Procyonidae of wasbeerachtigen) |
|  |                                               |
|  | Marterachtigen (Mustelidae)                   |
|  |                                               |

|  | Stinkdieren (Mephitidae of skunks)                                                                            |
|  | |
|  | \| \| Kleine beren (Procyonidae of wasbeerachtigen) \| \| \| \| \| \| Marterachtigen (Mustelidae) \| \| \| \| |
|  | |
|  | Kleine beren (Procyonidae of wasbeerachtigen)                                                                 |
|  | |
|  | Marterachtigen (Mustelidae)                                                                                   |
|  | |

|  | Kleine beren (Procyonidae of wasbeerachtigen) |
|  |                                               |
|  | Marterachtigen (Mustelidae)                   |
|  |                                               |

|  | Stinkdieren (Mephitidae of skunks)                                                                            |
|  | |
|  | \| \| Kleine beren (Procyonidae of wasbeerachtigen) \| \| \| \| \| \| Marterachtigen (Mustelidae) \| \| \| \| |
|  | |
|  | Kleine beren (Procyonidae of wasbeerachtigen)                                                                 |
|  | |
|  | Marterachtigen (Mustelidae)                                                                                   |
|  | |

|  | Kleine beren (Procyonidae of wasbeerachtigen) |
|  |                                               |
|  | Marterachtigen (Mustelidae)                   |
|  |                                               |

|  | Stinkdieren (Mephitidae of skunks)                                                                            |
|  | |
|  | \| \| Kleine beren (Procyonidae of wasbeerachtigen) \| \| \| \| \| \| Marterachtigen (Mustelidae) \| \| \| \| |
|  | |
|  | Kleine beren (Procyonidae of wasbeerachtigen)                                                                 |
|  | |
|  | Marterachtigen (Mustelidae)                                                                                   |
|  | |

|  | Kleine beren (Procyonidae of wasbeerachtigen) |
|  |                                               |
|  | Marterachtigen (Mustelidae)                   |
|  |                                               |